# Euryplocia salomonum
Euryplocia salomonum är en skalbaggsart som beskrevs av Stefan von Breuning 1956. Euryplocia salomonum ingår i släktet Euryplocia och familjen långhorningar. Inga underarter finns listade i Catalogue of Life.